# Copa UDEAC 1985
La Copa UDEAC 1985 fue la segunda edición del torneo de fútbol a nivel de selecciones nacionales de África Central organizado por la UNIFFAC y que contó con la participación de seis países de la región.
El anfitrión Gabón venció en la final a Congo para ser campeón regional por primera ocasión.

## Fase de grupos

### Grupo A
| País                     | PTS | J | G | E | P | GF | GC |
| ------------------------ | --- | - | - | - | - | -- | -- |
| Gabón                    | 4   | 2 | 2 | 0 | 0 | 5  | 0  |
| Congo                    | 2   | 2 | 1 | 0 | 1 | 4  | 2  |
| República Centroafricana | 0   | 2 | 0 | 0 | 2 | 1  | 8  |

| 7-12-1985  | Gabón                    | 1–0 | Congo                    |
| 9-12-1985  | Congo                    | 4–1 | República Centroafricana |
| 11-12-1985 | República Centroafricana | 0–4 | Gabón                    |

### Grupo B
| País              | PTS | J | G | E | P | GF | GC |
| ----------------- | --- | - | - | - | - | -- | -- |
| Camerún           | 3   | 2 | 1 | 1 | 0 | 4  | 2  |
| Chad              | 2   | 2 | 1 | 0 | 1 | 3  | 3  |
| Guinea Ecuatorial | 1   | 2 | 0 | 1 | 1 | 1  | 5  |

| 8-12-1985  | Camerún           | 2–0 | Guinea Ecuatorial |
| 10-12-1985 | Guinea Ecuatorial | 1–1 | Chad              |
| 12-12-1985 | Chad              | 2–2 | Camerún           |

## Fase Final
|  | Semifinales | Semifinales |   |            | Final        | Final |  |
|  |             |             |   |            |              |       |  |
|  |             |             |   |            |              |       |  |
|  | Libreville  |             |   |            |              |       |  |
|  | Chad        | 0           |   |            |              |       |  |
|  | Gabón       | 3           |   |            |              |       |  |
|  |             |             |   |            |              |       |  |
|  |             |             |   |            | Libreville   |       |  |
|  |             |             |   |            | Gabón        | 3     |  |
|  |             | Congo       | 0 |            |              |       |  |
|  |             |             |   |            |              |       |  |
|  |             |             |   |            |              |       |  |
|  |             |             |   |            | Tercer lugar |       |  |
|  | Libreville  | Libreville  |   | Libreville | Libreville   |       |  |
|  | Camerún     | 0           |   | Camerún    | 2            |       |  |
|  | Congo       | 1           |   |            | Chad         | 1     |  |

## Campeón
| Copa UDEAC 1985  |
| ---------------- |
| Bandera de Gabón |
| Gabón 1º Título  |